# Kenley (Londres)
Pour les articles homonymes, voir Kenley.
Kenley est un district du borough londonien de Croydon, dans le South London, le sud du Grand Londres.
La RAF Kenley, une base aérienne active lors des guerres mondiales, y est située.